# Alpin de Châlons
Pour les articles homonymes, voir Alpinus.
Saint Alpin, Alpinus, fut le huitième évêque de Châlons en Champagne et seigneur de Baye. Alpin était alors le prénom donné aux aînés. Il est reconnu comme Saint par l'Église catholique romaine et est fêté le 7 septembre.

## Jeunesse
Il étudie à l’abbaye de Lérins et avant d'être choisi pour aller combattre le pélagianisme avec Germain d’Auxerre et Loup de Troyes en Bretagne vers 429.

## Évêque
Le 28 mai 451, pendant les fêtes de la Pentecôte, Alpin va au devant d'Attila et le décide à abandonner l'attaque de la ville, permettant ainsi de préserver la ville de Châlons des fureurs des Huns.
Il parcouru ensuite son diocèse afin d'en réparer les dommages. Il fit ainsi la rencontre à Perthes de comte Sigmarus (Sigmar) qui avait sept filles : Lintrude, Amée, Hoëlde, Pussinne, Francule, Libère et Ménehould. Il prêcha si bien qu’elles entrèrent toutes dans les ordres. Il fit relever l’église de la Vierge fondée par Memmie de Châlons. Il  fonda également l’église de la paroisse Saint-Vincent, qui devint par la suite la cathédrale Saint-Étienne. Il transforma aussi l’église collégiale Notre-Dame-en-Vaux de Châlons-en-Champagne qui était alors en bois et abritait déjà le Saint-Nombril. Il créa le collège Saint-Lazare où fut ensuite créé le couvent des Filles de Dieu. Il fit expulser les juifs de la ville et utilisa leurs maisons pour créer deux hospices, Saint-Liénard pour les hommes, et Sainte-Pôme pour les femmes. Il fit venir des moines de l’abbaye de Lérins pour fonder, avec l’accord du pape, l’abbaye Saint-Pierre-au-Mont de Châlons.
Il mourut le 7 septembre 480 à Baye.
Il fut le huitième évêque de Châlons de 433 à 480, succédant à Provinctus.

## Reliques
En 860, l’évêque Erchanraus fit revenir son corps en l’église Saint-André, renommée alors Saint-Alpin. Plus tard, son corps fut scindé en trois parties, l’une dans l’église à son nom, l’une dans une crypte de la cathédrale et l’une sous une grande croix qui se trouvait à l’emplacement actuel des archives départementales et où se déroulait un pèlerinage d’importance. Avec les avanies de la Révolution, deux parties furent perdues et/ou fondues, elles se trouvaient dans des chasses d’argent. Les reliques restantes reposent actuellement à la cathédrale ; un tombeau fut également posé en 1797 en l’église Saint-Alpin par le comte de Gizaucourt et le curé Lambert.

## Fête
Sa fête était le 7 septembre anniversaire de sa mort, mais en 1245, Geoffroy II de Grandpré, évêque de Châlons, la déplaça au 2 mai, anniversaire de la translation de son corps. Le martyrologe la place cependant le 7 septembre.

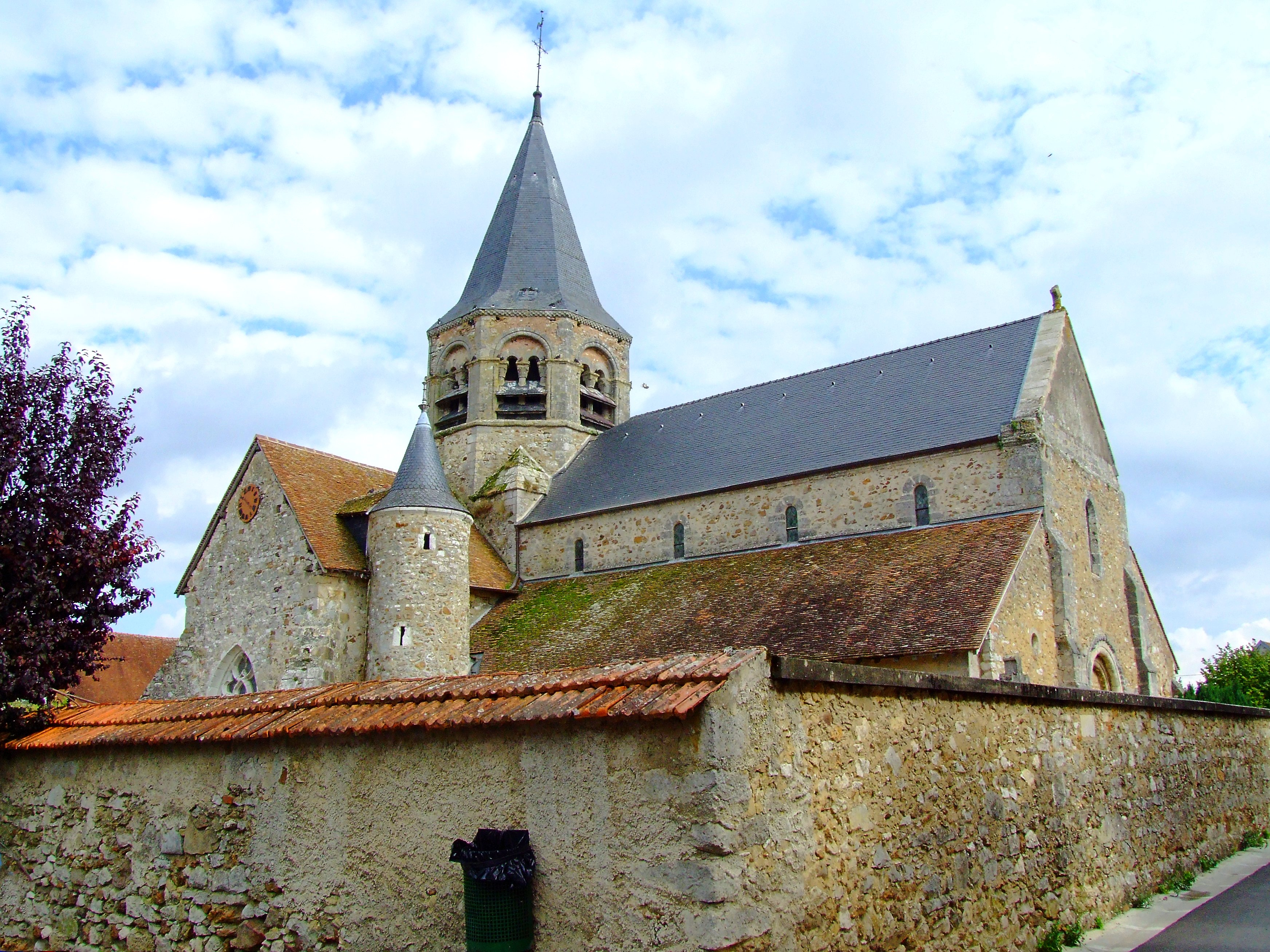
Église Saint-Alpin de Villevenard.
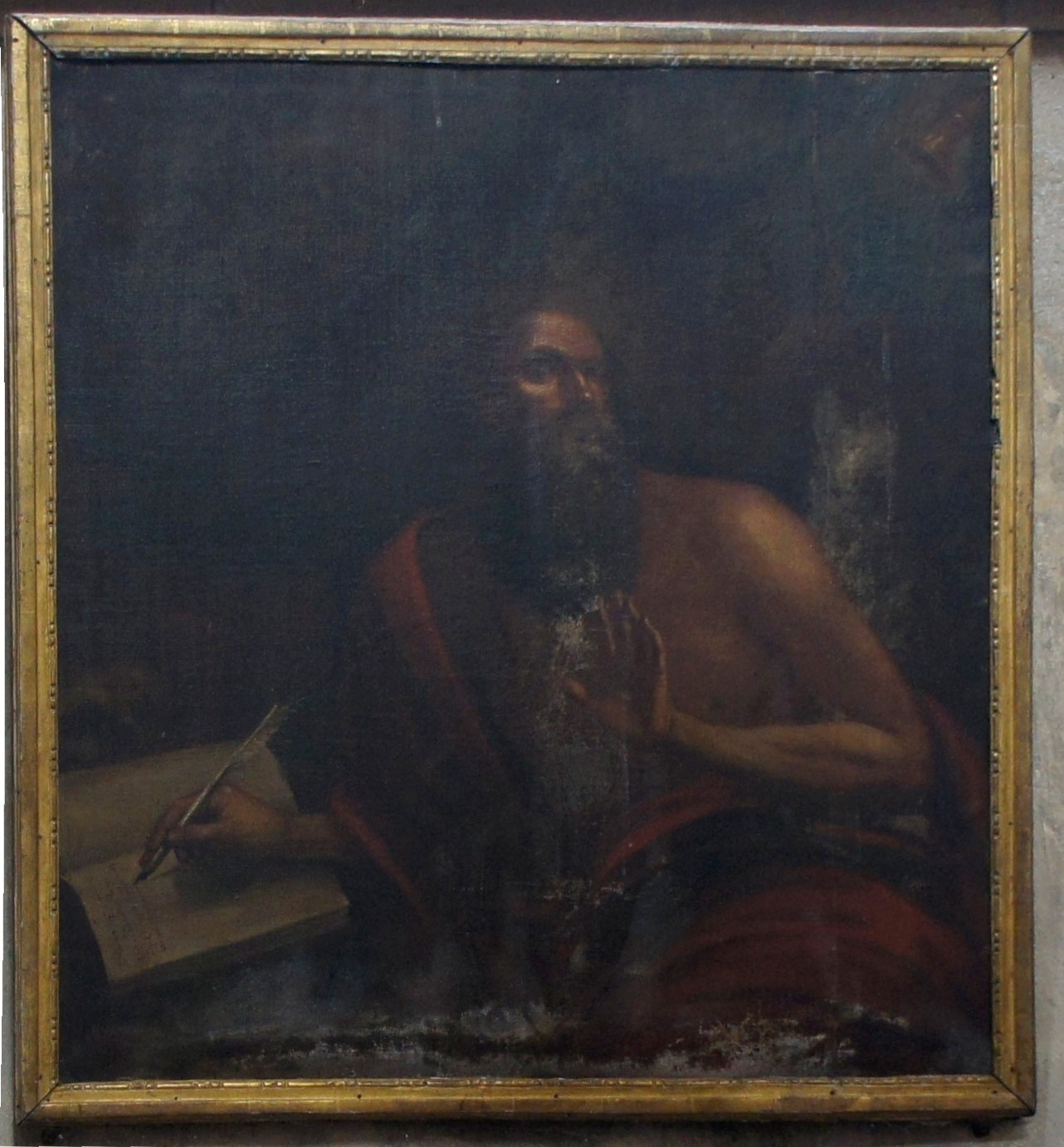
Tableau représentant saint Alpin en l’église de Châlons-en-Champagne.
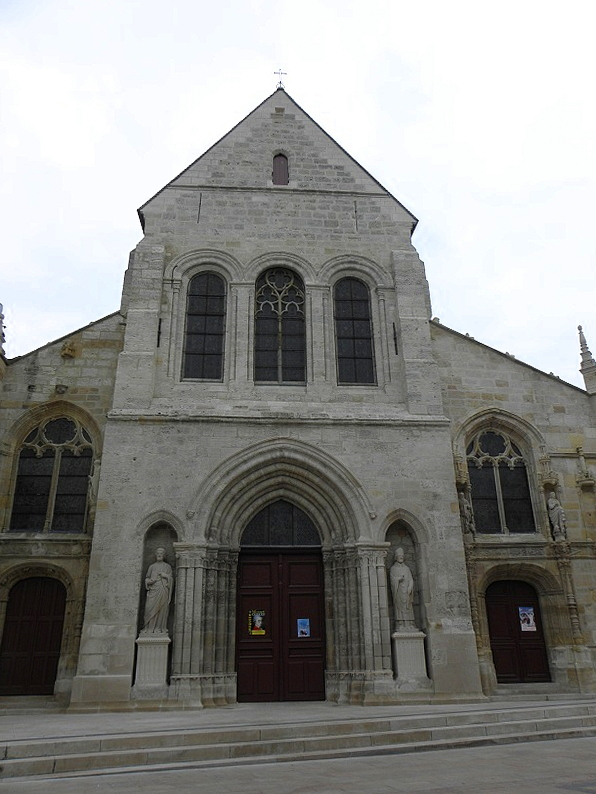
église Saint-Alpin de Châlons.
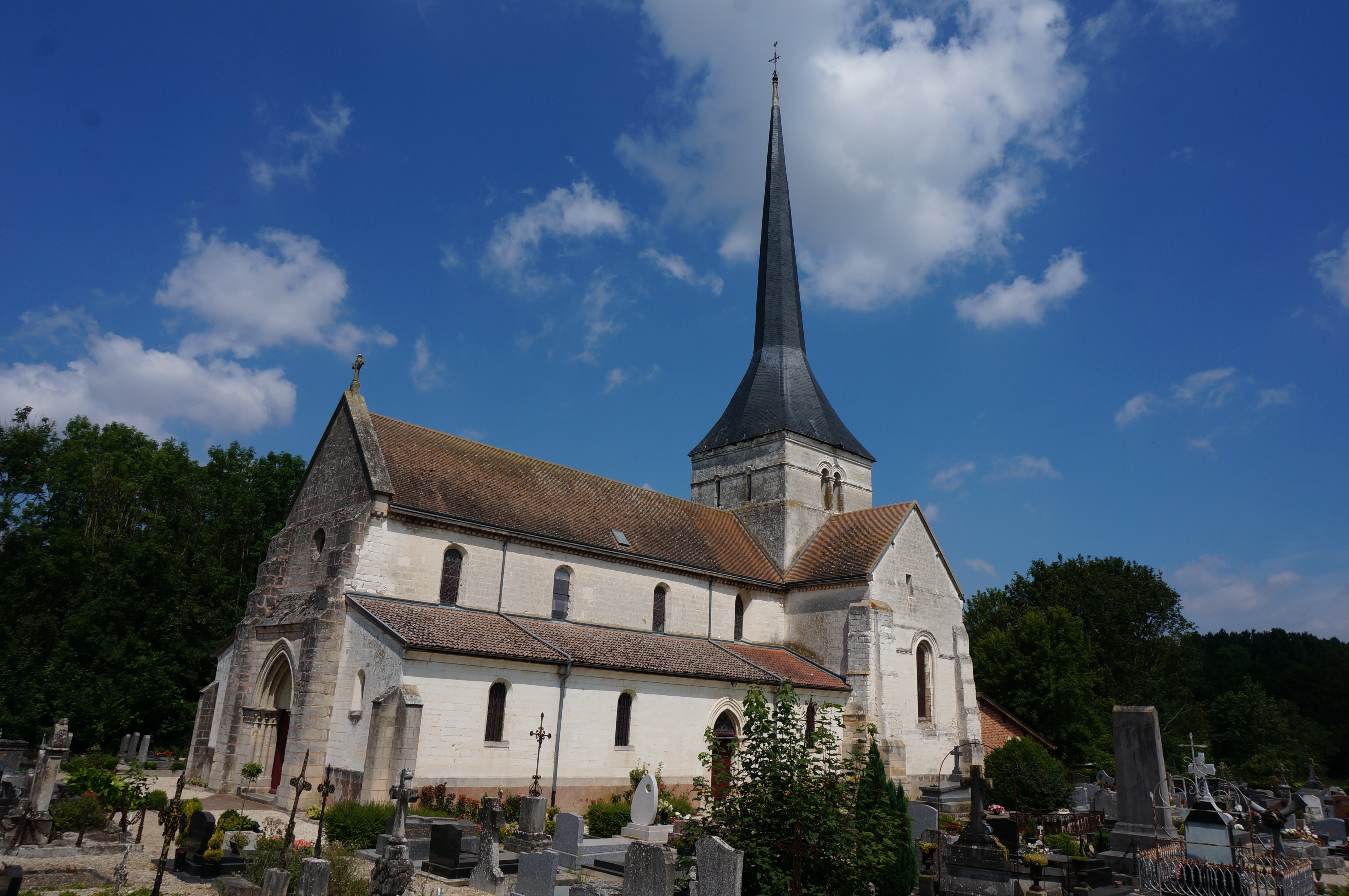
église Saint-Alpin d'Écury-sur-Coole.
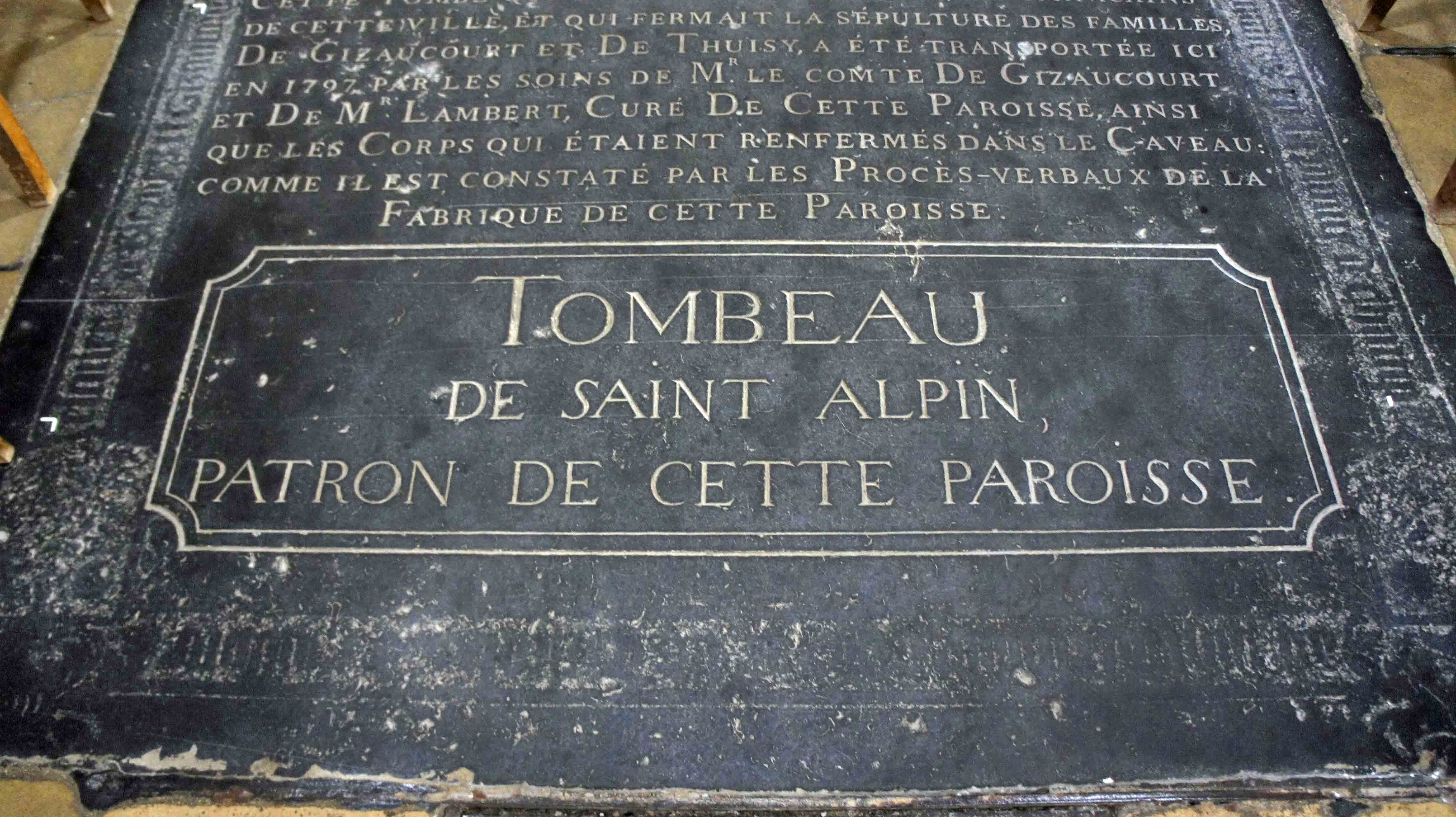
Son tombeau en l’église Saint-Alpin de Châlons.

## Sources
- Abbé Faron, Mémoires pour servir à l’histoire de saint Alpin, évêque de Châlons... avec une dissertation au sujet de la bataille d’Attila dans les Gaules, Paris, 1725.
- Alexandre Clément Boitel, Histoire de saint Alpin : huitième évêque de Châlons-sur-Marne et vainqueur d’Attila, de Boniez-Lambert, Châlons, 1853.